# Peter Mitterhofer
Peter Mitterhofer (Parcines, 20 settembre 1822 – Parcines, 27 agosto 1893) è stato un artigiano austriaco noto per aver inventato e costruito alcuni modelli di macchine da scrivere.

## Biografia
Peter Mitterhofer nacque a Parcines, un paese con poco più di 3.500 abitanti, da un falegname e agricoltore omonimo e da sua moglie Anna, nata Gschwenter; frequentò la scuola locale.
Mitterhofer imparò a lavorare nella propria casa facendo piccoli lavori di falegnameria e di carpenteria per suo padre. Dopo aver lavorato per molto tempo a casa, girò per l'Europa dal 1849 in Austria, Germania, Svizzera e Francia. Tornato a Parcines nel 1860, visse in una Teisenhaus.
Era anche un amante della musica, costruì una chitarra, una sottospecie di cetra e un Glachter, una sorta di combinazione tra un pianoforte e uno xilofono. Nel 1862, quindi in tarda età, sposò una vedova di 46 anni, Marie Steidl, assumendone la sua carpenteria.
Iniziò a costruire un primo modello di macchina da scrivere, denominato "Vienna 1864", che però non fu mai portato a termine. Un secondo modello denominato "Dresda 1865", che rispetto alla precedente permetteva di vedere sul foglio la lettera battuta, mentre il terzo modello non venne mai ritrovato. 
Questi primi modelli erano tutti in legno, la svolta avvenne con il quarto modello, denominato "Merano 1866" che era invece di metallo ed era in grado di scrivere lettere sia minuscole che maiuscole oltre che i numeri. L'ultimo e quinto modello denominato "Vienna 1869" era infine una vera e propria macchina da scrivere, tanto che Mitterhofer la racchiuse in una custodia di legno per proteggerla meglio e facilitarne il lungo trasporto a piedi fino a Vienna. Qui fu acquistata dall'imperatore Francesco Giuseppe I d'Austria ad un prezzo compreso tra i 150-200 fiorini e fu direttamente regalata all'Università tecnica di Vienna. Mitterhofer si recò per ben due volte a Vienna per chiedere all'imperatore stesso un sostegno economico, che i suoi economisti rifiutarono di dargli, non capendo l'importanza della sua invenzione.
Il successo tanto agognato non arrivò mai, tanto che Mitterhofer decise di tornare a Parcines incompreso, dove morì nel 1893 solo e abbandonato. Soltanto dopo la sua morte vennero riscoperte le sue invenzioni.

## I modelli

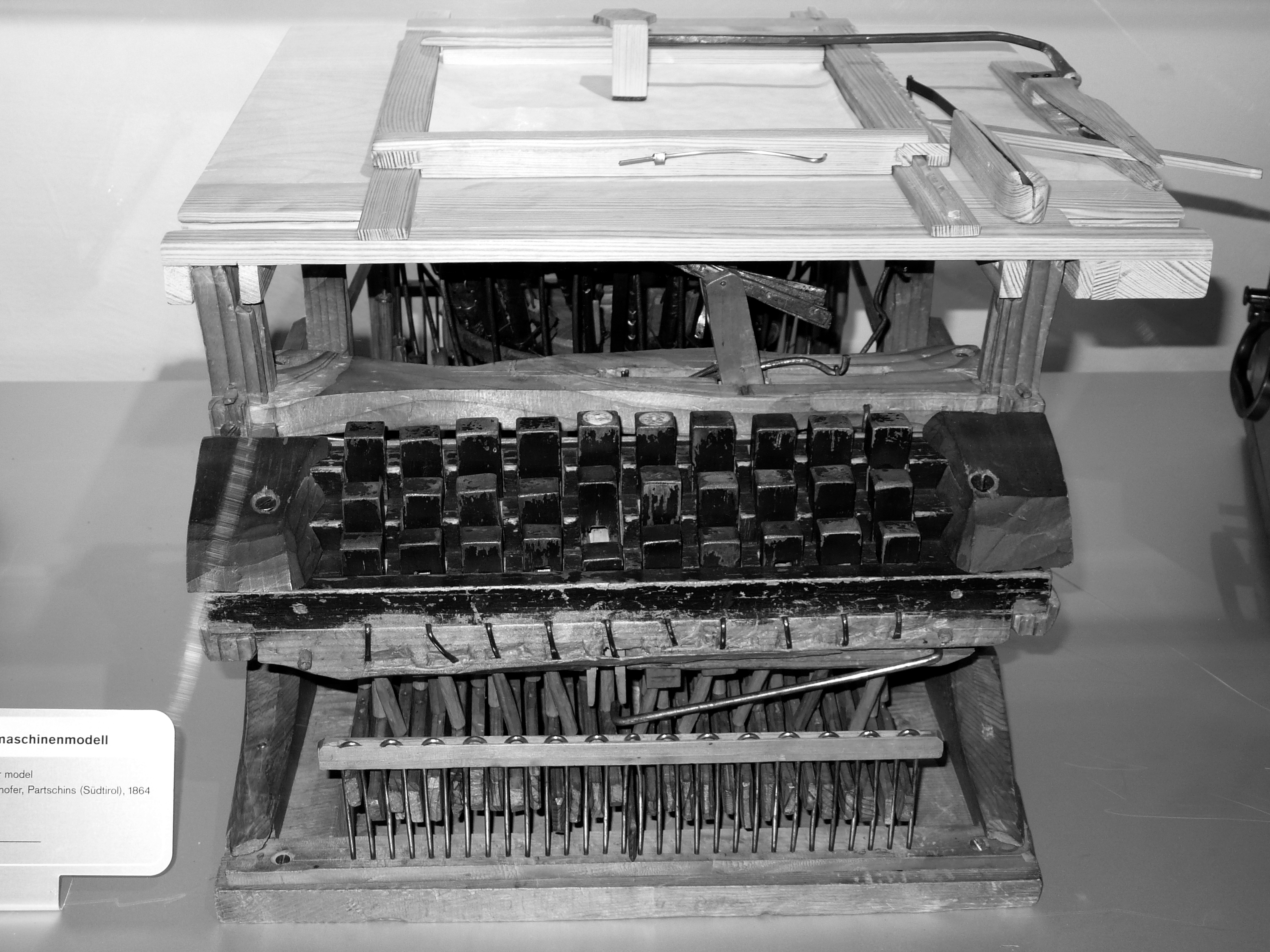
Il primo modello "Vienna 1864"

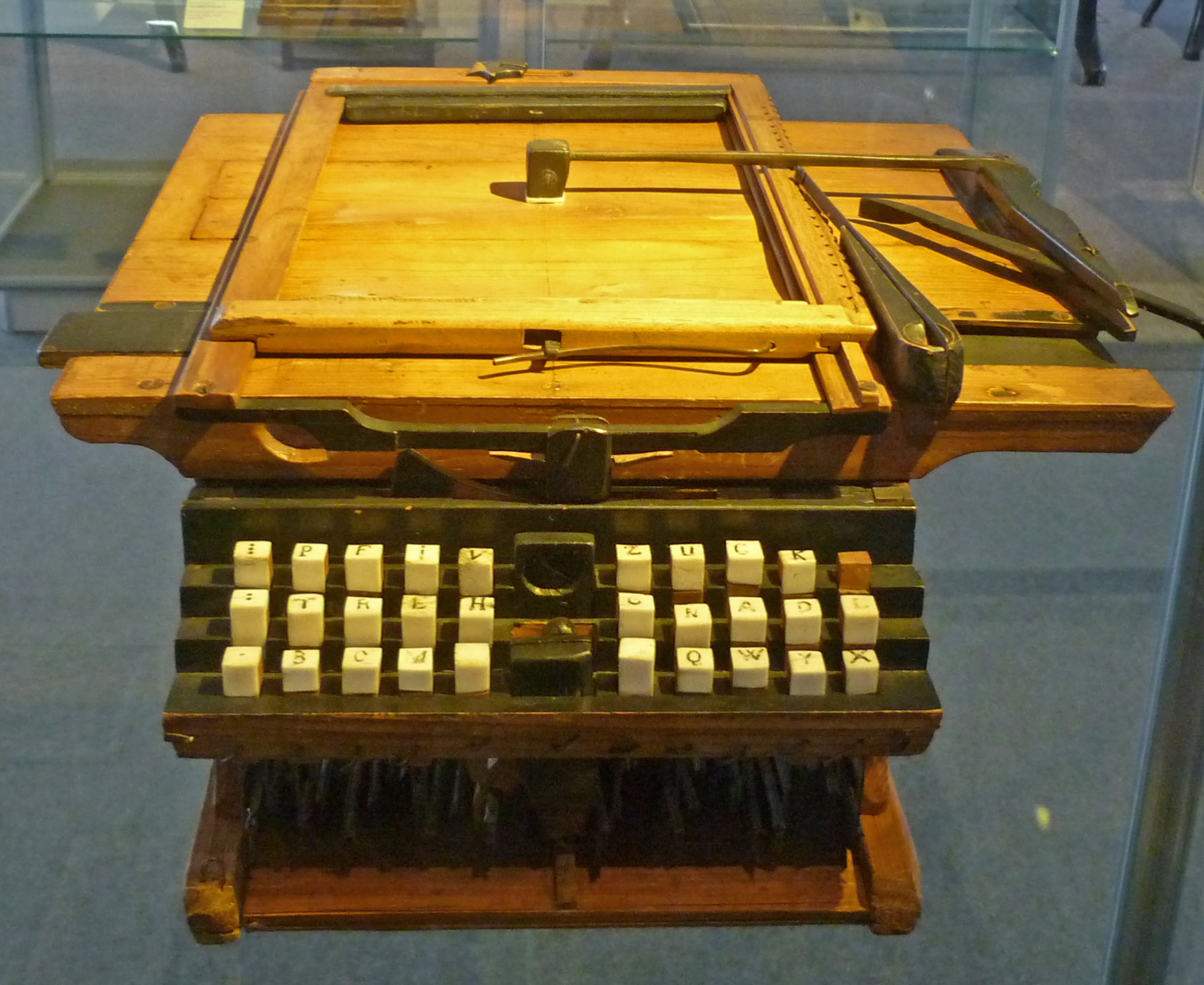
Il modello "Dresda"

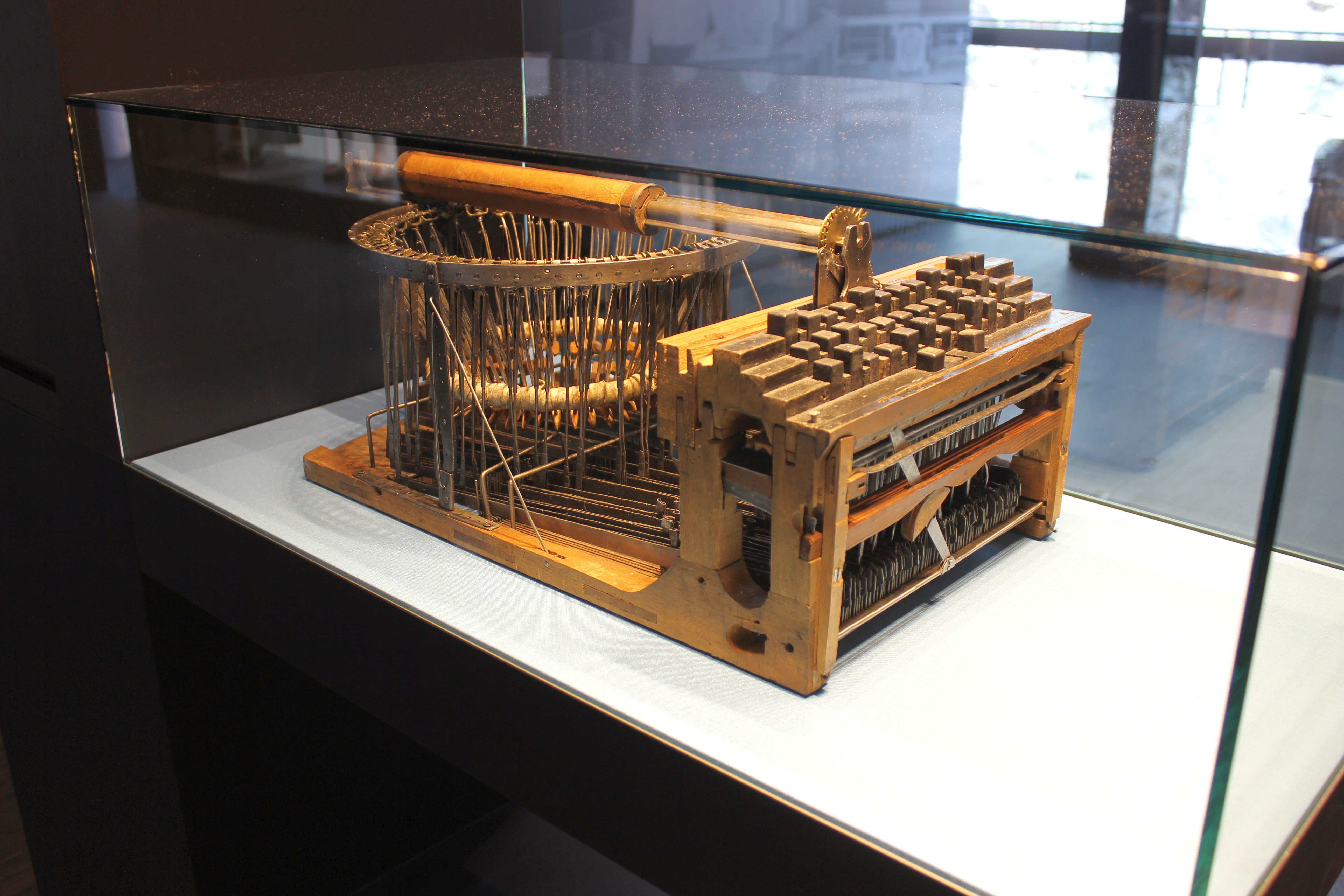
Il modello "Merano 1866"

Mitterhofer dal 1864 è riuscito a inventare e costruire ben cinque modelli di macchine per scrivere di cui:
- i primi due modelli erano costruiti in legno con caratteri che dovevano perforare la carta utilizzando punte di aghi;
- i successivi tre erano invece in metallo in modo da semplificare la scrittura dei caratteri.

I modelli erano:
- un primo modello, denominato "Vienna 1864″, che però non fu mai portato a termine, è oggi esposto presso il museo della tecnica di Vienna;
- il secondo modello, denominato "Dresda 1865", che rispetto alla precedente permetteva di vedere sul foglio la lettera battuta, oggi è custodito presso il museo delle collezioni tecniche a Dresda;[3]
- il terzo modello non venne mai ritrovato;
- il quarto modello, denominato "Merano 1866", era invece di metallo ed era in grado di scrivere lettere sia in minuscole che maiuscolo oltre che i numeri (oggi si trova presso il museo civico di Merano, Palais Mamming);
- il quinto modello, denominato "Vienna 1869", era infine una vera e propria macchina da scrivere.

## Critiche
Esistono in realtà altre versioni sull'invenzione della macchina da scrivere. Una di queste racconta che il conte Agostino Fantoni di Fivizzano (MC) inventò nel 1802 "una preziosa stamperia" e una seconda nel 1821, la quale anticipava l'utilizzo dell'alfabeto braille.

## Museo

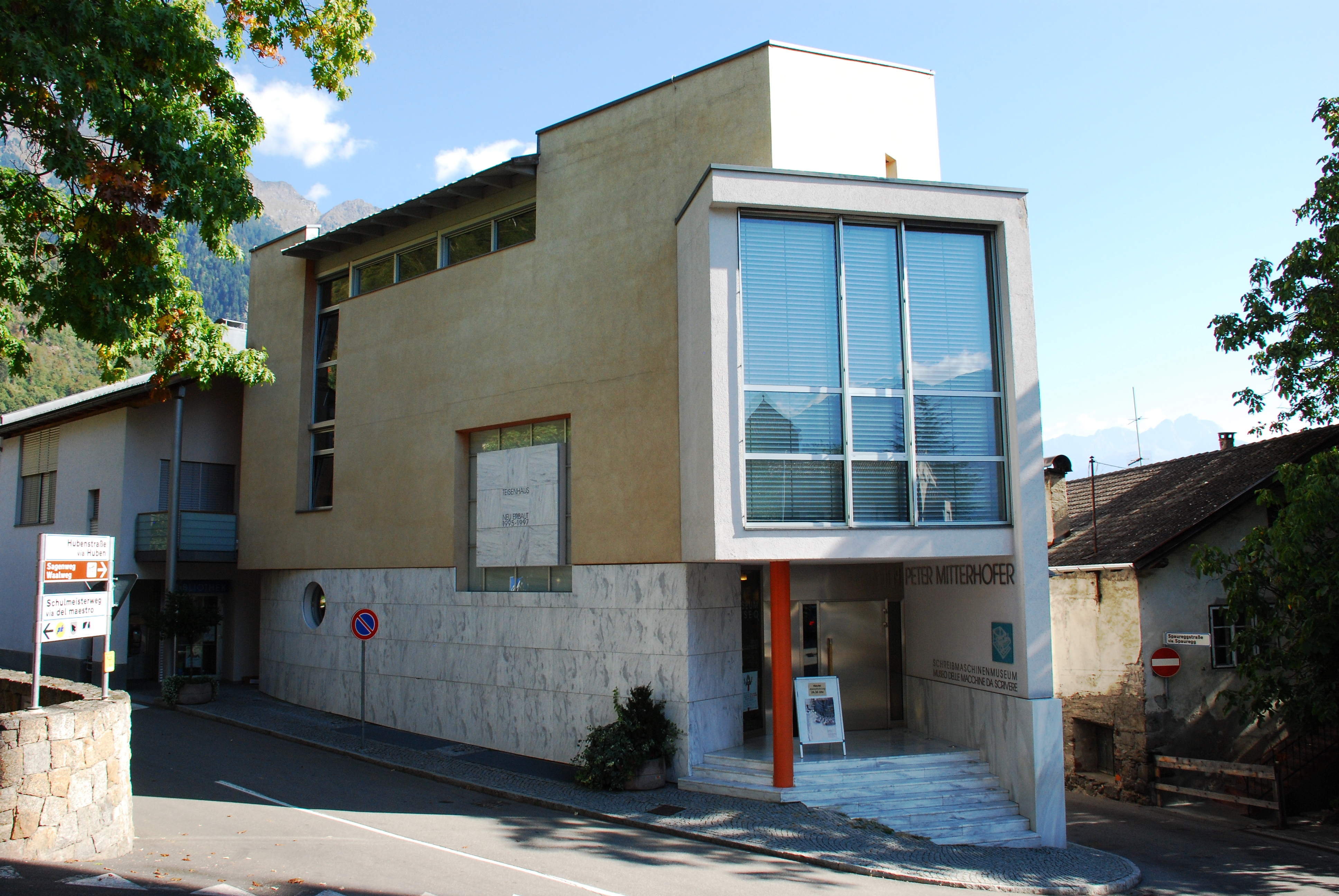
Il museo delle macchine da scrivere “Peter Mitterhofer” a Parcines

A Parcines, dal 1998, esiste il museo delle macchine da scrivere “Peter Mitterhofer”, dove è esposta un'apposita collezione in cui sono custoditi più di 2000 pezzi di cui circa 1400 di macchine da scrivere, alcune risalenti al 1864 e provenienti da tutto il mondo; si tratta quindi di un museo quindi di rilevanza mondiale. Il percorso della struttura termina con l'invenzione del computer.